# 기지 평문 공격
암호학에서 기지 평문 공격(旣知平文攻擊, 영어: Known-plaintext attack)은 공격자가 평문과 그를 암호화한 암호문을 모두 알고 있을 때 사용할 수 있는 암호 해독 기법들을 가리킨다. 이 경우 이미 알고 있는 평문을 크립(영어: crib)이라고 부르기도 한다. 이미 알고 있는 평문과 암호문을 바탕으로 비밀 키를 알아내기 위해 사용한다. 크립이라는 용어는 제2차 세계 대전 당시 영국 암호 해독실인 블레츨리 파크에서 유래했다.
암호해독가가 암호를 해독하기 위해 의미없어 보이는 암호문만 보아서는 많은 정보를 얻기 힘들다. 그러나 암호문 안에 이미 알고 있는 평문이 포함되어 있다면, 그 사실이 암호문과 평문 사이의 관계를 추정하기 위한 단서가 될 수 있다.

## 역사
블레츨리 파크는 독일군 암호 기계인 에니그마를 해독하기 위해 크립 기반 공격을 여러 가지로 활용했다. 독일군 최고사령부는 크립 기반 공격의 위험을 잘 알고 있었고, 이를 피하기 위한 방법들을 사용했다. 그러나 최전선에서 싸우는 하급 장교들은 이 문제에 크게 주의하지 않았기 때문에, 암호 해독의 실마리를 주곤 했다. 예를 들어 독일군 기상관측병이 수뇌부에게 기상정보를 보낼때, 군대 보고의 특성상 항상 정형화된 보고를 암호화해서 보냈다. 블레츨리 파크는 이 점과 해당 지역의 실제 날씨를 조합해, 기상관측병이 보내는 메시지가 어떤 내용일지를 추정할 수 있었다.
한편, 블레츨리 파크는 일부러 독일군에게 특정한 평문의 전송을 유도하기도 했다. 예를 들어 북해의 특정 지역에 기뢰를 투하하고, 그 시점에 해당 지역에서 보내는 해군의 암호문을 도청하면 거기에는 해당 지역의 위치와 기뢰에 관한 내용이 포함되어 있을 확률이 높았다.
블레츨리 파크는 독일군 포로에게서 독일군의 암호문이 숫자를 말로 풀어서 전송하고 있다는 정보를 얻기도 했다. 수학자 앨런 튜링은 이 정보를 이용해 전체 평문의 90%에 숫자 1에 해당하는 독일어 EIN이 포함되어 있다는 사실을 알아냈다. 튜링은 에니그마 암호 기계의 설정에 따라 EIN이라는 단어가 암호화될 수 있는 모든 경우의 수를 작성한 후 EIN의 위치를 찾아내는 방법을 쓰기도 했다.
고전 암호 체계는 대부분 기지 평문 공격에 취약하다.

## 현대
AES 등의 현대 암호체계는 기지 평문 공격의 영향을 받지 않는 것으로 알려져 있다.
그러나 예전 버전의 ZIP 파일 포맷에 사용되는 PKZIP 스트림 암호화 알고리즘은 기지 평문 공격에 취약하다. 이 알고리즘으로 암호화된 압축 파일은 압축 파일 안에 들어있는 파일의 일부라도 알아낼 수 있으면 전체 압축 파일을 해독할 수 있다.

## 같이 보기
- 에니그마의 해독